# Grande Prêmio da Itália
O Grande Prêmio da Itália  foi pela primeira vez disputado em 4 de setembro de 1921 em Montichiari, na província de Bréscia, em um circuito feito de vias públicas. No ano seguinte foi construído o Autodromo Nazionale di Monza, e desde então ele sempre correu na pista de Monza, com exceção de quatro vezes (1937, 1947, 1948 e 1980). 
Em 1928 houve um grave acidente durante a corrida: o piloto Emilio Materazzi  perdeu o controle de seu carro na reta final e 300 km/h mergulhou no meio da multidão reunida na pista, matando 30 pessoas. Na sequência deste trágico acontecimento nos dois anos seguintes, o Grand Prix não foi realizado, retornando somente em 1931. Em 1937 ele correu na pista de Montenero em Livorno, para retornar no ano seguinte, em Monza para a última edição antes da Segunda Guerra Mundial. 
Após a guerra recomeçou em 1947, o Grande Prêmio: A pista de Monza, mas ainda estava inutilizável devido aos graves danos causados pelos acontecimentos da guerra. Por isso, corria o ano em Milão e Turim, em 1948. Desde 1949, ele retornou para a pista de Monza. Foi criada em 1950 Campeonato Mundial de Fórmula 1 e desde então o Grande Prêmio da Itália sempre foi uma parte: no primeiro ano foi realmente a última corrida.
Em 1980, para atender a demanda dos fãs da Romagna, o Grande Prêmio da Itália é corrido no Autodromo di Imola. No ano seguinte o Grande Prémio regressou a Itália, em Monza, Imola e foi premiado com o Grande Prémio de San Marino. Desde então e até 2006, sempre tiveram duas corridas em solo italiano.
Monza abriga um dos autódromos mais rápidos da Fórmula 1. Em 2004, a pista foi palco da volta mais rápida da história da categoria, dentre todos os circuitos. O ex-piloto, Juan Pablo Montoya, durante o período de testes fez o tempo de 1min 19s 525. Esse recorde perdurou por 14 anos até ser batido por Kimi Räikkönen nos treinos classificatórios do GP de Monza de 2018, com o tempo de 1min 19s 119.

## Ganhadores do GP da Itália

### Por ano
O fundo rosa indica que a prova não fez parte do Mundial de Fórmula 1.
O fundo creme indica que os Grande Prêmios da Itália fizeram parte do Campeonato Europeu de Automobilismo, 
 anterior à 2ª Guerra Mundial.
O fundo azul indica que a prova foi disputada em Ímola.
| Ano                                                                 | Piloto                          | Construtor                 | Local   | Detalhes |
| ------------------------------------------------------------------- | ------------------------------- | -------------------------- | ------- | -------- |
| 1921                                                                | Jules Goux                      | Ballot                     | Bréscia | Detalhes |
| 1922                                                                | Pietro Bordino                  | Fiat                       | Monza   | Detalhes |
| 1923                                                                | Carlo Salamano                  | Fiat                       | Monza   | Detalhes |
| 1924                                                                | Antonio Ascari                  | Alfa Romeo                 | Monza   | Detalhes |
| 1925                                                                | Gastone Brilli-Peri             | Alfa Romeo                 | Monza   | Detalhes |
| 1926                                                                | Louis Charavel                  | Bugatti                    | Monza   | Detalhes |
| 1927                                                                | Robert Benoist                  | Delage                     | Monza   | Detalhes |
| 1928                                                                | Louis Chiron                    | Bugatti                    | Monza   | Detalhes |
| Não realizado entre 1929 e 1930                                     |                                 |                            |         |          |
| 1931                                                                | Giuseppe Campari Tazio Nuvolari | Ferrari                    | Monza   | Detalhes |
| 1932                                                                | Tazio Nuvolari                  | Ferrari                    | Monza   | Detalhes |
| 1933                                                                | Luigi Fagioli                   | Alfa Romeo                 | Monza   | Detalhes |
| 1934                                                                | Luigi Fagioli Rudolf Caracciola | Mercedes-Benz              | Monza   | Detalhes |
| 1935                                                                | Hans Stuck                      | Auto Union                 | Monza   | Detalhes |
| 1936                                                                | Bernd Rosemeyer                 | Auto Union                 | Monza   | Detalhes |
| 1937                                                                | Rudolf Caracciola               | Mercedes-Benz              | Livorno | Detalhes |
| 1938                                                                | Tazio Nuvolari                  | Auto Union                 | Monza   | Detalhes |
| Não realizado entre 1939 e 1946 por causa da Segunda Guerra Mundial |                                 |                            |         |          |
| 1947                                                                | Carlo Felice Trossi             | Alfa Romeo                 | Milão   | Detalhes |
| 1948                                                                | Jean-Pierre Wimille             | Alfa Romeo                 | Turim   | Detalhes |
| 1949                                                                | Alberto Ascari                  | Ferrari                    | Monza   | Detalhes |
| 1950                                                                | Giuseppe Farina                 | Alfa Romeo                 | Monza   | Detalhes |
| 1951                                                                | Alberto Ascari                  | Ferrari                    | Monza   | Detalhes |
| 1952                                                                | Alberto Ascari                  | Ferrari                    | Monza   | Detalhes |
| 1953                                                                | Juan Manuel Fangio              | Maserati                   | Monza   | Detalhes |
| 1954                                                                | Juan Manuel Fangio              | Mercedes                   | Monza   | Detalhes |
| 1955                                                                | Juan Manuel Fangio              | Mercedes                   | Monza   | Detalhes |
| 1956                                                                | Stirling Moss                   | Maserati                   | Monza   | Detalhes |
| 1957                                                                | Stirling Moss                   | Vanwall                    | Monza   | Detalhes |
| 1958                                                                | Tony Brooks                     | Vanwall                    | Monza   | Detalhes |
| 1959                                                                | Stirling Moss                   | Cooper-Climax              | Monza   | Detalhes |
| 1960                                                                | Phil Hill                       | Ferrari                    | Monza   | Detalhes |
| 1961                                                                | Phil Hill                       | Ferrari                    | Monza   | Detalhes |
| 1962                                                                | Graham Hill                     | BRM                        | Monza   | Detalhes |
| 1963                                                                | Jim Clark                       | Team Lotus-Climax          | Monza   | Detalhes |
| 1964                                                                | John Surtees                    | Ferrari                    | Monza   | Detalhes |
| 1965                                                                | Jackie Stewart                  | BRM                        | Monza   | Detalhes |
| 1966                                                                | Ludovico Scarfiotti             | Ferrari                    | Monza   | Detalhes |
| 1967                                                                | John Surtees                    | Honda                      | Monza   | Detalhes |
| 1968                                                                | Denny Hulme                     | McLaren-Ford               | Monza   | Detalhes |
| 1969                                                                | Jackie Stewart                  | Matra-Ford                 | Monza   | Detalhes |
| 1970                                                                | Clay Regazzoni                  | Ferrari                    | Monza   | Detalhes |
| 1971                                                                | Peter Gethin                    | BRM                        | Monza   | Detalhes |
| 1972                                                                | Emerson Fittipaldi              | Team Lotus-Ford            | Monza   | Detalhes |
| 1973                                                                | Ronnie Peterson                 | Team Lotus-Ford            | Monza   | Detalhes |
| 1974                                                                | Ronnie Peterson                 | Team Lotus-Ford            | Monza   | Detalhes |
| 1975                                                                | Clay Regazzoni                  | Ferrari                    | Monza   | Detalhes |
| 1976                                                                | Ronnie Peterson                 | March-Ford                 | Monza   | Detalhes |
| 1977                                                                | Mario Andretti                  | Team Lotus-Ford            | Monza   | Detalhes |
| 1978                                                                | Niki Lauda                      | Brabham-Alfa Romeo         | Monza   | Detalhes |
| 1979                                                                | Jody Scheckter                  | Ferrari                    | Monza   | Detalhes |
| 1980                                                                | Nelson Piquet                   | Brabham-Ford               | Ímola   | Detalhes |
| 1981                                                                | Alain Prost                     | Renault                    | Monza   | Detalhes |
| 1982                                                                | René Arnoux                     | Renault                    | Monza   | Detalhes |
| 1983                                                                | Nelson Piquet                   | Brabham-BMW                | Monza   | Detalhes |
| 1984                                                                | Niki Lauda                      | McLaren-TAG/Porsche        | Monza   | Detalhes |
| 1985                                                                | Alain Prost                     | McLaren-TAG/Porsche        | Monza   | Detalhes |
| 1986                                                                | Nelson Piquet                   | Williams-Honda             | Monza   | Detalhes |
| 1987                                                                | Nelson Piquet                   | Williams-Honda             | Monza   | Detalhes |
| 1988                                                                | Gerhard Berger                  | Ferrari                    | Monza   | Detalhes |
| 1989                                                                | Alain Prost                     | McLaren-Honda              | Monza   | Detalhes |
| 1990                                                                | Ayrton Senna                    | McLaren-Honda              | Monza   | Detalhes |
| 1991                                                                | Nigel Mansell                   | Williams-Renault           | Monza   | Detalhes |
| 1992                                                                | Ayrton Senna                    | McLaren-Honda              | Monza   | Detalhes |
| 1993                                                                | Damon Hill                      | Williams-Renault           | Monza   | Detalhes |
| 1994                                                                | Damon Hill                      | Williams-Renault           | Monza   | Detalhes |
| 1995                                                                | Johnny Herbert                  | Benetton-Renault           | Monza   | Detalhes |
| 1996                                                                | Michael Schumacher              | Ferrari                    | Monza   | Detalhes |
| 1997                                                                | David Coulthard                 | McLaren-Mercedes           | Monza   | Detalhes |
| 1998                                                                | Michael Schumacher              | Ferrari                    | Monza   | Detalhes |
| 1999                                                                | Heinz-Harald Frentzen           | Jordan-Mugen/Honda         | Monza   | Detalhes |
| 2000                                                                | Michael Schumacher              | Ferrari                    | Monza   | Detalhes |
| 2001                                                                | Juan Pablo Montoya              | Williams-BMW               | Monza   | Detalhes |
| 2002                                                                | Rubens Barrichello              | Ferrari                    | Monza   | Detalhes |
| 2003                                                                | Michael Schumacher              | Ferrari                    | Monza   | Detalhes |
| 2004                                                                | Rubens Barrichello              | Ferrari                    | Monza   | Detalhes |
| 2005                                                                | Juan Pablo Montoya              | McLaren-Mercedes           | Monza   | Detalhes |
| 2006                                                                | Michael Schumacher              | Ferrari                    | Monza   | Detalhes |
| 2007                                                                | Fernando Alonso                 | McLaren-Mercedes           | Monza   | Detalhes |
| 2008                                                                | Sebastian Vettel                | Toro Rosso-Ferrari         | Monza   | Detalhes |
| 2009                                                                | Rubens Barrichello              | Brawn-Mercedes             | Monza   | Detalhes |
| 2010                                                                | Fernando Alonso                 | Ferrari                    | Monza   | Detalhes |
| 2011                                                                | Sebastian Vettel                | Red Bull Racing-Renault    | Monza   | Detalhes |
| 2012                                                                | Lewis Hamilton                  | McLaren-Mercedes           | Monza   | Detalhes |
| 2013                                                                | Sebastian Vettel                | Red Bull Racing-Renault    | Monza   | Detalhes |
| 2014                                                                | Lewis Hamilton                  | Mercedes                   | Monza   | Detalhes |
| 2015                                                                | Lewis Hamilton                  | Mercedes                   | Monza   | Detalhes |
| 2016                                                                | Nico Rosberg                    | Mercedes                   | Monza   | Detalhes |
| 2017                                                                | Lewis Hamilton                  | Mercedes                   | Monza   | Detalhes |
| 2018                                                                | Lewis Hamilton                  | Mercedes                   | Monza   | Detalhes |
| 2019                                                                | Charles Leclerc                 | Ferrari                    | Monza   | Detalhes |
| 2020                                                                | Pierre Gasly                    | AlphaTauri-Honda           | Monza   | Detalhes |
| 2021                                                                | Daniel Ricciardo                | McLaren-Mercedes           | Monza   | Detalhes |
| 2022                                                                | Max Verstappen                  | Red Bull Racing-RBPT       | Monza   | Detalhes |
| 2023                                                                | Max Verstappen                  | Red Bull Racing-Honda RBPT | Monza   | Detalhes |
| 2024                                                                | Charles Leclerc                 | Ferrari                    | Monza   | Detalhes |

### Vitórias por piloto
| Total | Piloto                | Vitórias                     |
| ----- | --------------------- | ---------------------------- |
| 5     | Michael Schumacher    | 1996, 1998, 2000, 2003, 2006 |
| 5     | Lewis Hamilton        | 2012, 2014, 2015, 2017, 2018 |
| 4     | Nelson Piquet         | 1980, 1983, 1986, 1987       |
| 3     | Juan Manuel Fangio    | 1953, 1954, 1955             |
| 3     | Stirling Moss         | 1956, 1957, 1959             |
| 3     | Ronnie Peterson       | 1973, 1974, 1976             |
| 3     | Alain Prost           | 1981, 1985, 1989             |
| 3     | Rubens Barrichello    | 2002, 2004, 2009             |
| 3     | Sebastian Vettel      | 2008, 2011, 2013             |
| 2     | Alberto Ascari        | 1951, 1952                   |
| 2     | Phil Hill             | 1960, 1961                   |
| 2     | John Surtees          | 1964, 1967                   |
| 2     | Jackie Stewart        | 1965, 1969                   |
| 2     | Clay Regazzoni        | 1970, 1975                   |
| 2     | Niki Lauda            | 1978, 1984                   |
| 2     | Ayrton Senna          | 1990, 1992                   |
| 2     | Damon Hill            | 1993, 1994                   |
| 2     | Juan Pablo Montoya    | 2001, 2005                   |
| 2     | Fernando Alonso       | 2007, 2010                   |
| 2     | Max Verstappen        | 2022, 2023                   |
| 2     | Charles Leclerc       | 2019, 2024                   |
| 1     | Giuseppe Farina       | 1950                         |
| 1     | Tony Brooks           | 1958                         |
| 1     | Graham Hill           | 1962                         |
| 1     | Jim Clark             | 1963                         |
| 1     | Ludovico Scarfiotti   | 1966                         |
| 1     | Denny Hulme           | 1968                         |
| 1     | Peter Gethin          | 1971                         |
| 1     | Emerson Fittipaldi    | 1972                         |
| 1     | Mario Andretti        | 1977                         |
| 1     | Jody Scheckter        | 1979                         |
| 1     | René Arnoux           | 1982                         |
| 1     | Gerhard Berger        | 1988                         |
| 1     | Nigel Mansell         | 1991                         |
| 1     | Johnny Herbert        | 1995                         |
| 1     | David Coulthard       | 1997                         |
| 1     | Heinz-Harald Frentzen | 1999                         |
| 1     | Nico Rosberg          | 2016                         |
| 1     | Pierre Gasly          | 2020                         |
| 1     | Daniel Ricciardo      | 2021                         |

### Vitórias por equipe
| Total | Equipe          | Vitórias |
| ----- | --------------- | --- |
| 20    | Ferrari         | 1951, 1952, 1960, 1961, 1964, 1966, 1970, 1975, 1979, 1988, 1996, 1998, 2000, 2002, 2003, 2004, 2006, 2010, 2019, 2024 |
| 11    | McLaren         | 1968, 1984, 1985, 1989, 1990, 1992, 1997, 2005, 2007, 2012, 2021                                                       |
| 7     | Mercedes        | 1954, 1955, 2014, 2015, 2016, 2017 2018                                                                                |
| 6     | Williams        | 1986, 1987, 1991, 1993, 1994, 2001                                                                                     |
| 5     | Team Lotus      | 1963, 1972, 1973, 1974, 1977                                                                                           |
| 4     | Red Bull Racing | 2011, 2013, 2022, 2023                                                                                                 |
| 3     | BRM             | 1962, 1965, 1971 |
| 3     | Brabham         | 1978, 1980, 1983 |
| 2     | Maserati        | 1953, 1956 |
| 2     | Vanwall         | 1957, 1958 |
| 2     | Renault         | 1981, 1982 |
| 2     | AplhaTauri      | 2008, 2020 |
| 1     | Alfa Romeo      | 1950 |
| 1     | Cooper          | 1959 |
| 1     | Honda           | 1967 |
| 1     | Matra           | 1969 |
| 1     | March           | 1976 |
| 1     | Benetton        | 1995 |
| 1     | Jordan          | 1999 |
| 1     | Brawn           | 2009 |

### Vitórias por país
| Total | País           | Vitórias |
| ----- | -------------- | --- |
| 21    | Reino Unido    | 1956, 1957, 1958, 1959, 1962, 1963, 1964, 1965, 1967, 1969, 1971, 1991, 1993, 1994, 1995, 1997, 2012, 2014, 2015, 2017, 2018 |
| 10    | Brasil         | 1972, 1980, 1983, 1986, 1987, 1990, 1992, 2002, 2004, 2009                                                                   |
| 10    | Alemanha       | 1996, 1998, 1999, 2000, 2003, 2006, 2008, 2011, 2013, 2016                                                                   |
| 5     | França         | 1981, 1982, 1985, 1989, 2020                                                                                                 |
| 4     | Itália         | 1950, 1951, 1952, 1966 |
| 3     | Argentina      | 1953, 1954, 1955 |
| 3     | Suécia         | 1973, 1974, 1976 |
| 3     | Estados Unidos | 1960, 1961, 1977 |
| 3     | Áustria        | 1978, 1984, 1988 |
| 2     | Suíça          | 1970, 1975 |
| 2     | Colômbia       | 2001, 2005 |
| 2     | Espanha        | 2007, 2010 |
| 2     | Países Baixos  | 2022, 2023 |
| 2     | Mónaco         | 2019, 2024 |
| 1     | Nova Zelândia  | 1968 |
| 1     | África do Sul  | 1979 |
| 1     | Austrália      | 2021 |

↑1  (Última atualização: Grande Prêmio da Itália de 2022)
 
Contabilizados somente os resultados válidos pelo Mundial de Fórmula 1

### Recordes de pista
|                       |                    |               |           |          |      |
| Monza                 | País/Piloto        | Construtor    | Tempo     | Extensão | Ano  |
| Pole position         | Kimi Raikkonen     | Ferrari       | 1:19.119  | 5.793 km | 2018 |
| Melhor volta na prova | Rubens Barrichello | Ferrari       | 1: 21.046 | 5.793 km | 2004 |
|                       |                    |               |           |          |      |
| Ímola                 | País/Piloto        | Construtor    | Tempo     | Extensão | Ano  |
| Pole position         | René Arnoux        | Renault       | 1:33.988  | 5.000 km | 1980 |
| Melhor volta na prova | Alan Jones         | Williams-Ford | 1:36.089  | 5.000 km | 1980 |